# Кризский сельский совет
Кризский сельский совет (укр. Кризька сільська рада) — входит в состав Марковского района Луганской области
Украины.
Административный центр сельского совета находится в с. Кризское.

## Населённые пункты совета
- с. Кризское
- с. Сычёвка

## Адрес сельсовета
92424, Луганська обл., Марківський р-н, с. Кризьке, вул. Радянська, 18а  (укр.)